# Tonono
Antonio Afonso Moreno, connu sous le surnom de Tonono, né le 25 août 1943 à Arucas en Espagne et mort le 9 juin 1975 à Las Palmas, est un footballeur international espagnol occupant le poste de défenseur. Il fait partie des joueurs ayant effectué l'ensemble de leur carrière dans un seul et même club, en l'occurrence l'UD Las Palmas.

## Biographie

### Carrière de joueur

#### En club
Né le 25 août 1943 à Arucas, Antonio Afonso Moreno dit Tonono commence le football dans le club de sa commune, l'Arucas Club dé Fútbol, avant de rejoindre à l'âge de 19 ans l'UD Las Palmas. Il dispute son premier match avec le club en février 1962 face au Real Murcie dans le cadre de la Segunda División,. Il devient champion en 1964 et accède ainsi à la Primera División.
À ce niveau, il fait partie de l'équipe qui termine troisième du championnat en 1968 puis deuxième en 1969, ce qui amène pour la première Las Palmas à disputer une coupe d'Europe, la Coupe des villes de foires 1970. Trois ans plus tard, il dispute à nouveau une compétition continentale, la Coupe UEFA. Las Palmas y est éliminée en huitièmes de finale par les Néerlandais du FC Twente.
Tonono dispute son dernier match en club le 31 mai 1975 lors d'un huitième de finale de coupe nationale joué contre le CD Málaga,. Il est alors capitaine de son équipe. Il dispute un total de 436 matchs avec son club, 379 en championnat, 51 en coupe nationale et 6 en coupe d'Europe,.

#### En sélection
Tonono est convoqué une première fois en équipe nationale à l'occasion d'un match amical entre l'Espagne et l'Angleterre disputé à Wembley le 24 mai 1967. Il ne dispute pas la rencontre tout comme celle contre la Turquie une semaine plus tard. La première sélection de Tonono a lieu le 1er octobre 1967 contre la Tchécoslovaquie à Prague, un match entrant dans le cadre de la qualification pour le championnat d'Europe des nations 1968 et qui commence par un incident diplomatique. Les Tchécoslovaques gagnent par un but à zéro,. Sa dernière sélection avec la Roja se déroule le 19 octobre 1972 contre la Yougoslavie à Las Palmas. Il s'agit du premier match disputé par la Roja dans les îles Canaries et l'affrontement s'effectue dans le cadre des tours préliminaires à la Coupe du monde de football 1974 et se solde par un nul 2-2. Pour l'occasion, Tonono est capitaine de la Roja,. Tonono est retenu dans le groupe espagnol une dernière fois le 24 novembre 1973 lors d'un match amical en Allemagne mais n'entre pas en jeu. Ses 22 sélections en équipe nationale se soldent par 10 victoires, 9 matchs nuls, trois défaites.

### Mort
Tonono meurt le 9 juin 1975 à Las Palmas d'une « complication hépatique » à la suite d'une infection virale,. Ses funérailles réunissent 15 000 personnes. Son club lui rend hommage le 25 août 1975, jour de son anniversaire, à l'occasion d'un match amical disputé contre le Peñarol.

## Palmarès
Tonono remporte avec l'UD Las Palmas la Segunda División en 1964.

## Statistiques
Le tableau ci-dessous résume les statistiques en match officiel de Tonono durant sa carrière de joueur professionnel,,.
| Saison                | Club                  | Championnat           | Championnat | Championnat | Coupe(s) nationale(s) | Coupe(s) nationale(s) | Compétition(s) continentale(s) | Compétition(s) continentale(s) | Compétition(s) continentale(s) | Espagne | Espagne | Total | Total |
| Saison                | Club                  | Division              | M.          | B.          | M.                    | B.                    | Comp.                          | M.                             | B.                             | M.      | B.      | M.    | B.    |
| 1961-1962             | UD Las Palmas         | Segunda División      | 7           | 0           | -                     | -                     | -                              | -                              | -                              | -       | -       | 7     | 0     |
| 1962-1963             | UD Las Palmas         | Segunda División      | 30          | 0           | 4                     | 0                     | -                              | -                              | -                              | -       | -       | 34    | 0     |
| 1963-1964             | UD Las Palmas         | Segunda División      | 29          | 0           | 3                     | 0                     | -                              | -                              | -                              | -       | -       | 32    | 0     |
| 1964-1965             | UD Las Palmas         | Primera División      | 30          | 1           | 6                     | 0                     | -                              | -                              | -                              | -       | -       | 36    | 1     |
| 1965-1966             | UD Las Palmas         | Primera División      | 29          | 0           | 5                     | 0                     | -                              | -                              | -                              | -       | -       | 34    | 0     |
| 1966-1967             | UD Las Palmas         | Primera División      | 30          | 0           | 4                     | 0                     | -                              | -                              | -                              | -       | -       | 34    | 0     |
| 1967-1968             | UD Las Palmas         | Primera División      | 29          | 0           | 3                     | 0                     | -                              | -                              | -                              | 4       | 0       | 36    | 0     |
| 1968-1969             | UD Las Palmas         | Primera División      | 30          | 0           | 2                     | 0                     | -                              | -                              | -                              | 6       | 0       | 38    | 0     |
| 1969-1970             | UD Las Palmas         | Primera División      | 30          | 0           | 4                     | 0                     | C3                             | 2                              | 0                              | -       | -       | 36    | 0     |
| 1970-1971             | UD Las Palmas         | Primera División      | 30          | 0           | 4                     | 0                     | -                              | -                              | -                              | 4       | 0       | 38    | 0     |
| 1971-1972             | UD Las Palmas         | Primera División      | 34          | 0           | 3                     | 0                     | -                              | -                              | -                              | 6       | 0       | 43    | 0     |
| 1972-1973             | UD Las Palmas         | Primera División      | 17          | 0           | 1                     | 0                     | C3                             | 4                              | 0                              | 2       | 0       | 24    | 0     |
| 1973-1974             | UD Las Palmas         | Primera División      | 29          | 1           | 9                     | 0                     | -                              | -                              | -                              | -       | -       | 38    | 1     |
| 1974-1975             | UD Las Palmas         | Primera División      | 25          | 0           | 3                     | 0                     | -                              | -                              | -                              | -       | -       | 28    | 0     |
| Total sur la carrière | Total sur la carrière | Total sur la carrière | 379         | 2           | 51                    | 0                     | -                              | 6                              | 0                              | 22      | 0       | 458   | 2     |